# ميناء تجاري

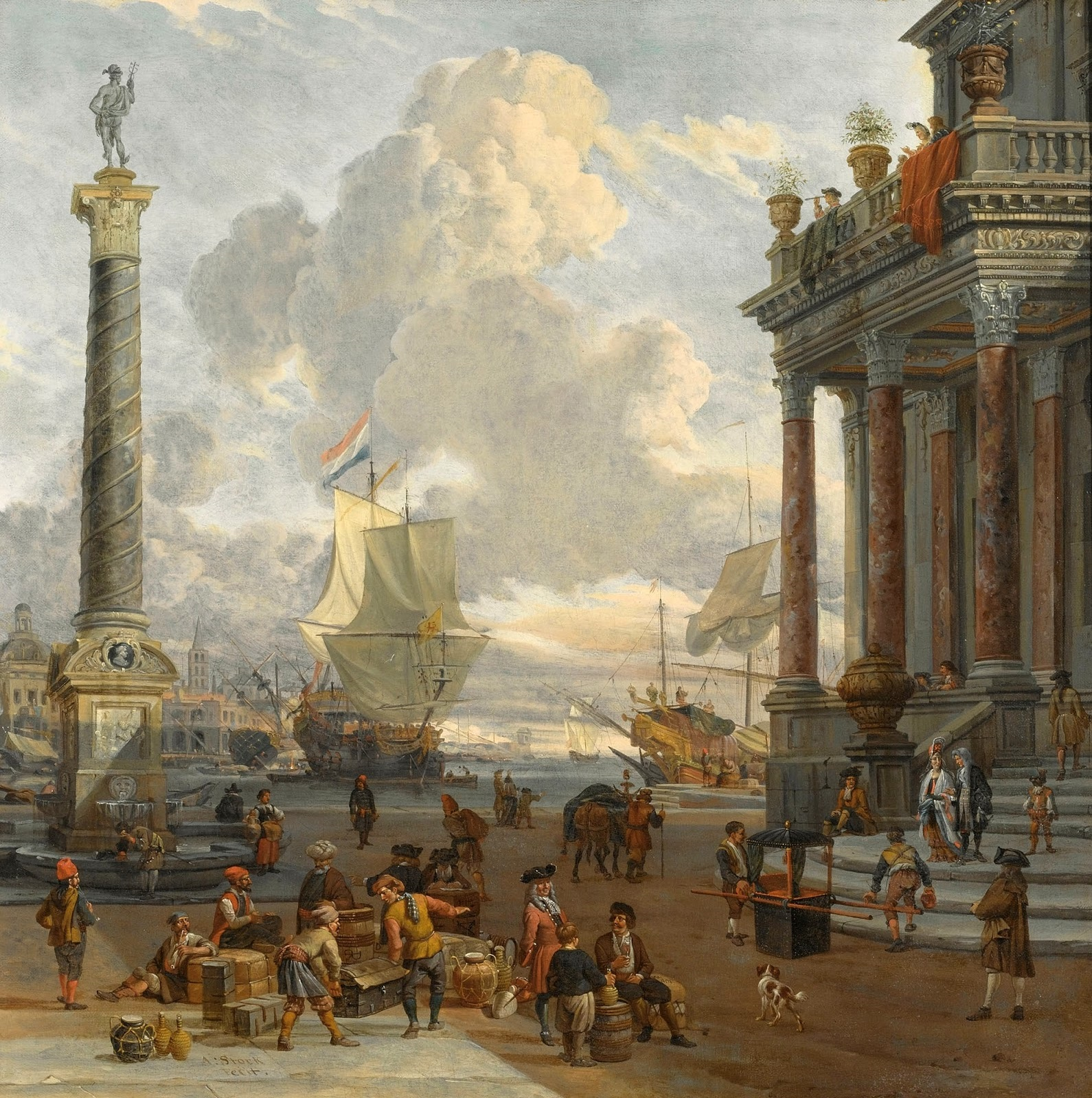

الميناء التجاري هو ميناء أحد وظائفه هو تحميل وتفريغ البضائع التجارية.

## وصف
يستند الميناء التجاري على الترانزيت التجاري بشكل متزايد بواسطة الحاويات والتلاعب الآلي في مناطق التخزين المؤقتة بالقرب من الأرصفة.
وتساعد علامات الأرضية في وضع أو تكديس الحاوية مع توفير المساحة المتوفرة.
كما تستمر بعض المنتجات في التداول بكميات كبيرة ضمن هذا النوع من الموانئ.